# سیارک ۹۰۲۸
سیارک ۹۰۲۸ (به انگلیسی: 9028 Konradbenes، نامگذاری:1989BE1) نه هزار و بیست و هشتمین سیارک کشف شده‌است که در ۲۶ ژانویه ۱۹۸۹ کشف شد.
قدر مطلق سیارک برابر ۱۳٫۴۰ است.